# Landskap med Ikaros fall
Landskap med Ikaros fall är en oljemålning av den flamländske konstnären Joos de Momper. Den målades troligen på 1620-talet och ingår i samlingarna på Nationalmuseum i Stockholm.
Målningen skildrar en berättelse ur den grekiska mytologin, bland annat återgiven av den romerske skalden Ovidius i hans Metamorphoses. Efter att Ikaros far Daidalos fallit i onåd hos kung Minos fängslades båda i labyrinten på Kreta. Av vax och fjädrar tillverkade då Daidalos vingar åt dem som möjliggjorde att de kunde flyga från Kreta. Trots varningar från sin far flög Ikaros för nära solen vilket ledde till att hans vingar av vax smälte och han störtade till sin död ner i Egeiska havet. Motivet var mycket populärt under renässansen och här är scenen placerad i ett alplandskap. de Momper var influerad av Pieter Brueghel den äldre som omkring 1560 målat samma motiv i Ikaros fall. I båda målningarna är en lantbrukare som plöjer sin mark, en herde och en fiskare avbildade i förgrunden vilka också är omnämnda av Ovidius. 
Nationalmuseum äger flera verk av de Momper, däribland Grekiska flottans skeppsbrott på hemvägen från Troja. Båda dessa tavlor kom till Sverige efter det så kallade Pragrovet 1648 i samband med trettioåriga kriget. 

## Bilder

de Mompers Grekiska flottans skeppsbrott på hemvägen från Troja (cirka 1585–1590), Nationalmuseum.